# La Tragedia del Llanito
Se conoce como La Tragedia del Llanito a las riadas ocurridas el 16 de enero de 1957 causadas por un temporal que afectó a la isla de La Palma (Canarias, España) y que dejaría entre 22 y 34 muertos, según las fuentes. Se trata de la mayor tragedia ocurrida en la isla en el siglo XX.
La catástrofe estuvo provocada por un huracán devastador que recorrió el Archipiélago Canario en dirección noroeste a sureste, y que provocó intensas lluvias en la isla de La Palma desde el mediodía del 15 de enero.
La zona más afectada fue la de El Llanito, perteneciente al municipio de Breña Alta por la crecida del barranco de Aduares. También resultaron muy afectadas zonas de Breña Baja, sobre todo los pagos de San José y San Antonio, situados cerca del barranco de Amargavinos.
En el municipio de Villa de Mazo también se contabilizaron víctimas mortales en los pagos de Tirimaga y Montes de Luna, resultando también con graves daños materiales el pago de San Simón. Otras partes de la isla también se vieron muy afectadas por estas lluvias torrenciales como, por ejemplo, los barrios de Los Quemados y El Charco, en Fuencaliente y los de Jedey y Las Manchas, pertenecientes a los municipios del El Paso y Los Llanos de Aridane.

## Obras
Muchos poetas palmeros dejaron constancia de este suceso en numerosas décimas que escribieron y que fueron recopiladas posteriormente por Justo R. Pérez Cruz en el libro titulado “Las Décimas del Temporal de 1957” (2005).